# E̯
Cette page contient des caractères spéciaux ou non latins. S’ils s’affichent mal (▯, ?, etc.), consultez la page d’aide Unicode.
E̯ (minuscule : e̯), appelé E brève inversée souscrite, est un graphème utilisé dans l’écriture du megleno-roumain et dans plusieurs transcriptions phonétiques. Il s'agit de la lettre E diacritée d'une brève inversée souscrite.

## Représentations informatiques
Le E brève inversée souscrite peut être représenté avec les caractères Unicode suivants :
- décomposé (latin de base, diacritiques)[1],[2] :

| formes    | représentations | chaînes de caractères | points de code | descriptions                                                   |
| --------- | --------------- | --------------------- | -------------- | -------------------------------------------------------------- |
| capitale  | E̯               | E◌̯                    | U+0045 U+032F  | lettre majuscule latine e diacritique brève inversée souscrite |
| minuscule | e̯               | e◌̯                    | U+0065 U+032F  | lettre minuscule latine e diacritique brève inversée souscrite |